# Paraboccardia syrtis
Paraboccardia syrtis är en ringmaskart som beskrevs av Rainer 1973. Paraboccardia syrtis ingår i släktet Paraboccardia och familjen Spionidae. Inga underarter finns listade i Catalogue of Life.